# ストラップフォン
ストラップフォンとは、FRISKのケースとほぼ同じサイズの超小型PHS。初代のWX03Aが2012年に発売された後、ストラップフォン2としてWX06Aが発売されている。キャリアはウィルコム、ワイモバイル。

## WX03A
ストラップフォンは、世界最小・最軽のPHSとして、「スマートフォンのストラップに付けて持ち運べる電話」というコンセプトのもと開発された。クリアキーなどは省略されたほか、各ボタンは押しやすいよう工夫されている。
連続待ち受け時間について、当初は300時間と案内されていたが、実測試験の結果をうけ、200時間へと修正されている。

### 機能
音声通話の他、ライトメール、赤外線通信などが搭載されている。電話帳は1000件まで登録可能で、1件当たり最大3つの電話番号を設定できる。

## WX06A
ストラップフォン2(WX06A)は、2013年3月21日に1万2000台限定で発売された。WX03Aと比べると、縦の長さが0.2mm長くなり、1gほど軽くなっている他、可動式のアンテナを追加して通話時のノイズが軽減されたり、Eメール機能が追加されている。
2015年に一部のワイモバイルショップ等で再発売された。

### 機能
電話やメール、赤外線通信、アラームなどの機能が搭載されている。電話帳は1000件まで登録可能で、1件当たり最大3つの電話番号と3つのメールアドレスを設定できる。